# Ford Model B (1932)
A Ford produziu três carros entre 1932 e 1934: o Model B, o Model 18 e o Model 40. Estes carros sucederam o Ford Model A. O Modelo B tinha um motor de quatro cilindros atualizado e estava disponível de 1932 a 1934. O V8 estava disponível no Model 18 também conhecido como Ford V8 em 1932, e no Model 40 em 1933 e 1934. O Model 18 foi o primeiro Ford equipado com um motor V8. A empresa também substituiu o modelo de caminhão AA pelo model BB, disponível com o motor de quatro ou oito cilindros.

## Na mídia
O Ford Model B V8 de 1934 é famoso por ser o veículo em que os notórios criminosos da época da grande depressão, Bonnie Parker e Clyde Barrow foram emboscados e mortos pela policia em 23 de maio de 1934, os dois foragidos estavam dirigindo um Ford Model B roubado na paróquia de Bienville, Louisiana, quando uma tropa de policial fortemente armada abriu fogo e perfurou seu carro com balas e chumbo (munição de espingarda), matando os dois e trazendo um fim para a sua carreira criminosa.

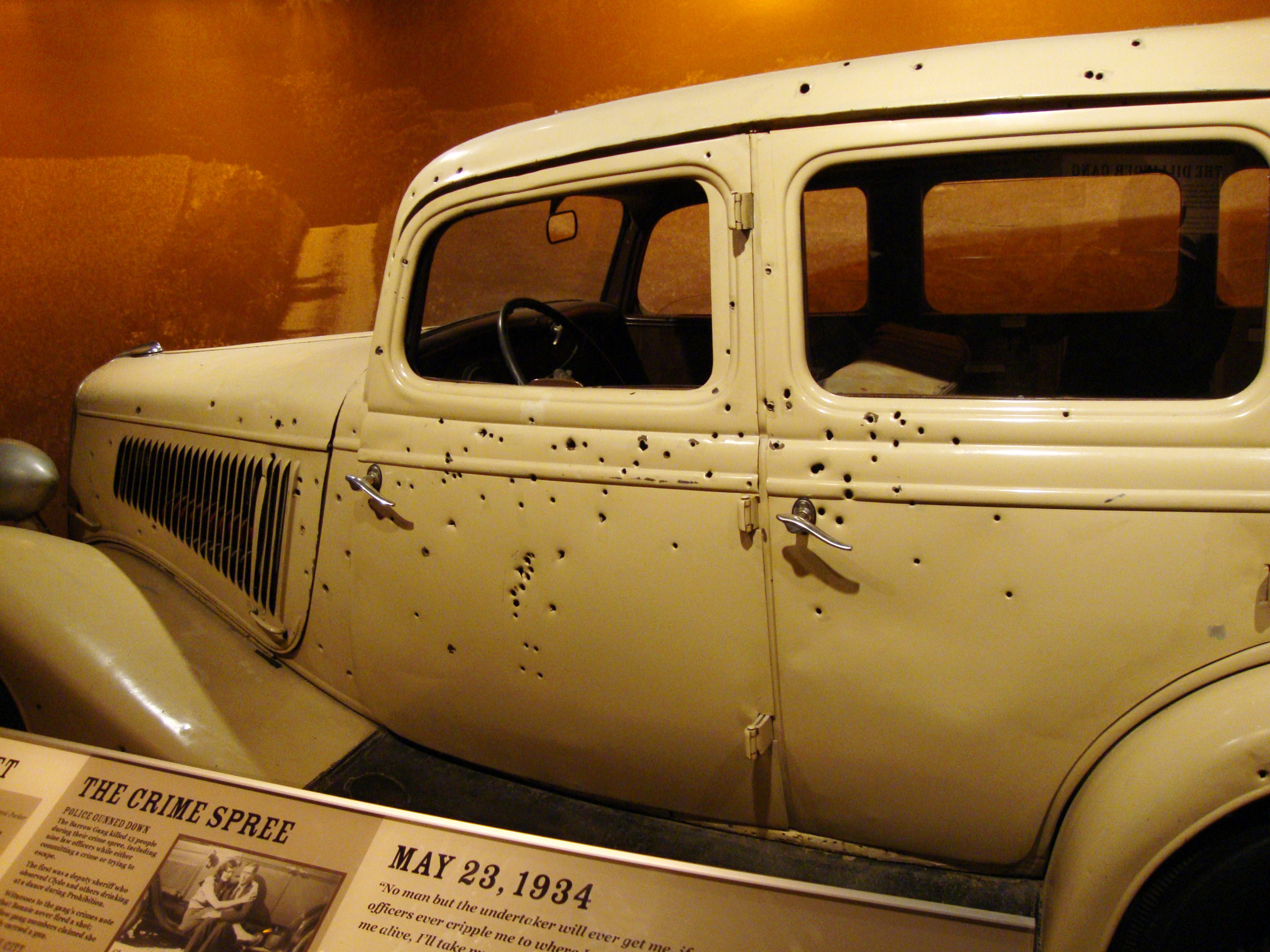
Ford Model B em que Bonnie e Clyde foram emboscados e mortos.